# 휘트니 토일로이
휘트니 토일로이(Whitney Toyloy, 1990년 7월 21일 ~ )는 스위스의 모델, 미인 대회 우승자이다. 2008년 미스 스위스 우승자이며 미스 유니버스 2009에서 스위스 대표로 참가했다.